# Pêndulo Charpy
O Pêndulo Charpy, também conhecido como teste de impacto Charpy ou ensaio Charpy, é um método padronizado para medida de resistência e impactos e deformação de um material medindo a taxa de destruição e o quanto esse material foi resiliente. Esta energia absorvida é uma medida a partir de um determinado material de resistência e atua como uma ferramenta para estudar as propriedade dúctil/frágil. É amplamente aplicado na indústria, uma vez que é fácil realização e os resultados podem ser obtidos de forma rápida e barata. Uma desvantagem é que alguns resultados são apenas comparativos.
O teste foi desenvolvido por volta de 1900 por SB Russell (1898, um norte-americano) e G. Charpy (1901, um francês). O teste se tornou conhecido como o teste Charpy no início de 1900, devido às contribuições técnicas e esforços de normalização realizadas por Georges Charpy. O teste foi fundamental para a compreensão dos problemas de fratura de navios durante a Segunda Guerra Mundial.
Atualmente ele é utilizado em muitas indústrias de materiais, por exemplo, a construção de telhados, telhas e materiais em pontes para determinar como as intempéries naturais podera afetar os materiais utilizados.

## História
Em 1896 Russell introduziu a idéia de energia de fratura residual e concebeu um teste de fratura através de um pêndulo. Testes iniciais de Russell, mediu amostras entalhadas. Em 1897 Frémont introduziu um teste tentando medir o mesmo fenômeno usando uma máquina de mola. Em 1901 Georges Charpy propôs um método padronizado melhorado de Russell através da introdução de um pêndulo redesenhado, dando especificações precisas 

## Definição

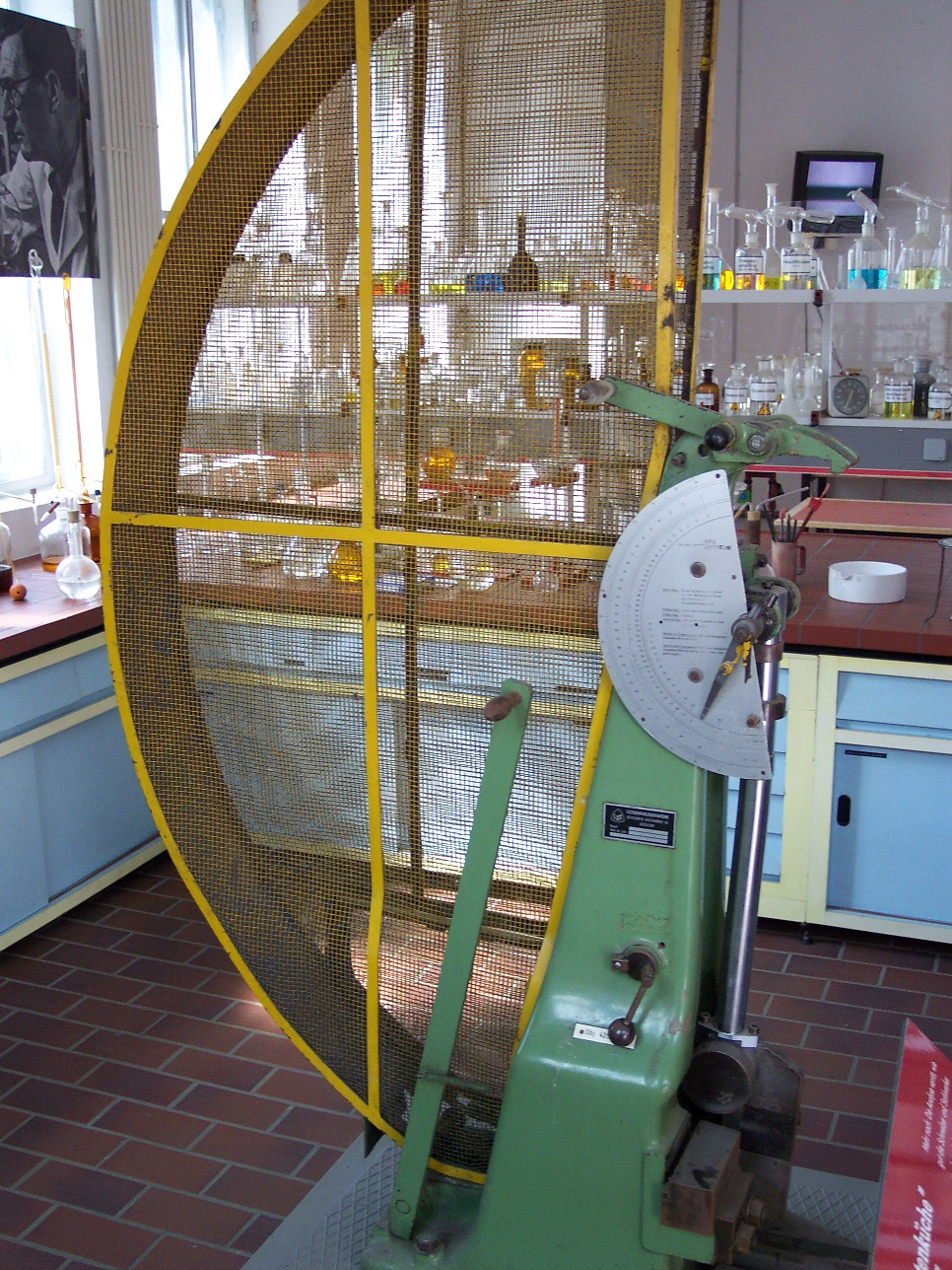
Uma máquina de impacto antiga.

O aparelho consiste de um pêndulo de massa e comprimento conhecido que é deixado cair de uma altura conhecida, impactando o material a ser testado. A energia transferida para o material pode ser medida, comparando a diferença em altura do martelo antes e depois da fractura (de energia absorvida pelo evento de fractura).
As fissuras resultantes do impacto na amostra afere os resultados do teste de impacto, assim, é necessário que o entalhe seja de dimensões regulares e geométricos. O tamanho da amostra também pode afetar os resultados, uma vez que as dimensões determinam se o material está em plano de deformação. Esta diferença pode afetar significativamente as conclusões.
O "Métodos normalizados para testes de impacto com entalhe barra de materiais metálicos" pode ser encontrada na norma ASTM E23, ISO 148-1 ou pela EN 10045-1, onde todos os aspectos do teste e os equipamentos utilizados são descritos em detalhe.

## Resultados quantitativos
O resultado quantitativo do impacto, testa a energia necessária para fraturar um material e pode ser usado para medir a resistência do material. Existe uma ligação para a resistência à deformação, mas ela não pode ser expressa por fórmula. Além disso, a taxa de deformação pode ser estudada e analisada quanto ao seu efeito sobre a fratura.
A temperatura de transição (DBTT) pode ser derivada a partir da temperatura em que a energia necessária para fracturar o material muda drasticamente. No entanto, na prática, não há transição nítida e é difícil obter uma temperatura precisa de transição. Um DBTT exato pode ser empiricamente derivado de várias maneiras: a energia absorvida específica, a mudança no aspecto da fratura (como 50% da área é a clivagem), etc 

## Resultados qualitativos
Os resultados qualitativos do impactos podem ser usados para determinar a ductilidade do material.  Se há quebra de material sobre uma superfície plana, a fratura foi frágil, e se as quebras de materiais com bordas irregulares ou restos de cisalhamento, a fratura foi dúctil. Normalmente, um material não quebra apenas de um lado, assim, comparando os impactos das áreas de superfície planas da fractura, pode-se obter uma estimativa da percentagem de fractura dúctil/frágil.

## Os tamanhos das amostras
De acordo com a regra da ASTM A370, o tamanho padrão da amostra para o teste de Charpy é 10mm × 10mm × 55mm. Para tamanhos menores: 10mm × 7.5mm × 55mm, 10mm × 6.7mm × 55mm, 10mm × 5mm × 55mm, 10mm × 3.3mm × 55mm, 10mm × 2.5mm × 55mm.
De acordo com a regra EN 10045-1, o tamanho padrão das amostra são: 10mm × 10mm × 55mm. E para tamanhos menores: 10mm × 7.5mm × 55mm e 10mm × 5mm × 55mm.
Já de acordo com o padrão ISO 148, são: 10mm × 10mm × 55mm. E para padrões menores: 10mm × 7.5mm × 55mm, 10mm × 5mm × 55mm e 10mm × 2.5mm × 55mm.